# Hazard (signál)
Hazard v elektronice a v logických systémech znamená nestálost výstupní hodnoty z důvodu dobíhajících přechodových jevů v systému. Jde o nežádoucí signál z logického členu, vzniklý:
- společným působením vícero kombinačních sítí v rámci jednoho sekvenčního logického obvodu nebo
- přechodovým jevem na kontaktech spínače a jeho následným prahováním do logických saturačních úrovní (EliCMOS, SuchTTL nebo TTL)

## Dva druhy
V sekvenčních obvodech rozeznáváme dva druhy hazardů:
- prvního druhu – vstupní hodnoty se sice změnily, ale výstupní hodnota se nemá změnit. Místo požadovaných 0 změn ale signál dočasně přeskočí na druhou hodnotu a zase zpět, takže výstup nezůstal beze změny, ale změnil se 2×.
- druhého druhu – vstupní hodnoty se změnily, výstupní hodnota se má změnit. Místo požadované 1 změny se ale signál dočasně ještě zase vrátí na původní hodnotu, než se definitivně ustálí na požadovaném správném výsledku, takže se výstup změnil 3×.